# Lonesome Luke's Wild Women
Lonesome Luke's Wild Women è un cortometraggio muto del 1917 diretto da Hal Roach.
E l'ultimo film in cui Harold Lloyd recita il personaggio Lonesome Luke per poi passare al giovanotto degli occhiali rotondi, ruolo che interpretò fino alla fine della sua carriera.

## Produzione
Il film, che fu prodotto da Hal Roach per la Rolin Films, venne girato dal 27 novembre al 14 dicembre 1916.

## Distribuzione
Distribuito dalla Pathé Exchange, il film - un cortometraggio in due bobine - uscì nelle sale cinematografiche USA il 2 settembre 1917.